# Mapleton (Illinois)
Mapleton è un villaggio degli Stati Uniti d'America, situato nello Stato dell'Illinois, nella contea di Peoria.
La popolazione era di 227 al censimento del 2000. Mapleton fa parte dell'area statistica metropolitana di Peoria, Illinois. Ci sono quattro diversi stabilimenti a Mapleton, tutti situati lungo la US Route 24: uno stabilimento chimico di Evonik, uno stabilimento di Lonza Group, una fonderia Caterpillar Inc. e uno stabilimento di Ingredion; insieme, il grande complesso industriale costituisce uno dei datori di lavoro più significativi di Mapleton (e della più ampia area di Peoria) e una buona fonte di dipendenti qualificati e di buoni posti di lavoro.